# Pangas velký
Pangas velký (Pangasianodon gigas), také velesumec siamský, domorodým názvem plabuk, je ryba z řádu sumci, žijící v povodí Mekongu.

## Popis
Patří k největším sladkovodním rybám na světě: údajně dorůstá více než třímetrové délky, největší spolehlivě změřený exemplář měřil 270 centimetrů a vážil 293 kilogramů.
Ryba má stříbrnou až šedou barvu, pětinu délky těla zaujímá hlava s neobvykle nízko posazenýma očima. Čelisti jsou bezzubé, typické sumčí vousy se vyskytují pouze u mladých jedinců. Je to bentopelagický druh, vyskytující se v hlubokém říčním korytě nebo v jezeře Tonlésap, odkud v období rozmnožování migruje na horní tok řeky. Je všežravý.

## Ochrana
Pro západní vědu pangase velkého objevil Pierre Chevey, který si náhodou všiml v roce 1930 jednoho kusu na rybím trhu v Phnompenhu. Ryba je vzácná a její stavy se prudce snižují: domorodci ji loví i přes přísný zákaz, protože věří v zázračné účinky jejího masa. Pokusy o umělý odchov pangase velkého zatím nebyly úspěšné.